# Юнг, Владимир Николаевич
Владимир Николаевич Юнг (26.11.1882, Москва — 7 октября 1956 года, там же) — советский учёный в области строительных вяжущих материалов, лауреат Сталинской премии (1949).

## Биография
Сын начальника Московской торговой полиции Николая Лукича Юнга, участника обороны Севастополя(1854—1855), награждённого Георгиевским крестом за личное мужество.
Окончил в Москве Коммерческое училище (1901), затем химическое отделение Московского технического училища (1908), звание «инженер-технолог». Ученик профессоров A. M. Бочвара и Б. С. Швецова.
Работал в различных должностях (начиная от лаборанта) на цементных заводах в Брянске и Туапсе. С 1918 года технический руководитель и директор (до 1924) Щуровского цементного завода, на котором восстановил производство, за что 16 октября 1920 года получил поздравительную телеграмму от В. И. Ленина.
В 1924—1926 зав. Отделом рационализации и новых установок Правления Цементного треста (Москва).
С 1923 года читал курс технологии строительных вяжущих материалов в Московском химико-технологическом институте им. Д. И. Менделеева, в котором преподавал до последних дней жизни. В 1930 году организовал первую в СССР кафедру вяжущих веществ и технологии цемента, в 1933 — кафедру цементного производства, которой заведовал до своей смерти.
Принимал участие в реконструкции Кантского, в проектировании Кувасайского и Чернореченского цементных заводов.
Разработал теорию обжига портландцементного клинкера во вращающихся и шахтных печах, установил взаимосвязь между вяжущими свойствами цемента, его минералогическим составом и кристаллической решеткой минералов. Это стало основой для разработки технологии получения пуццоланового, шлакового, кремнеземистого, гидротехнического, тампонажного и других новых видов портландцементов.
Теоретически обосновал введение в состав цемента тонкомолотых добавок-наполнителей.
Был консультантом при строительстве первой очереди московского Метро, канала Москва-Волга, Куйбышевского гидроузла и других сооружений.
Похоронен на Новодевичьем кладбище (Колумбарий, секция 125).
Профессор, доктор технических наук.

## Награды и премии
- Сталинская премия третьей степени (1950) — за создание и внедрение в производство новых видов цемента
- орден Ленина (1951)
- орден Трудового Красного Знамени (1944)
- медали

## Публикации
- Введение в технологию цемента.
- Основы технологии вяжущих веществ.
- Технология вяжущих веществ.